# 上古卷轴V：天际·龙裔
《上古卷轴V：天际·龙裔》是《上古卷轴V：天际》最后一个官方追加下载内容（DLC）。游戏由贝塞斯达游戏工作室开发设计，贝塞斯达软件公司发行的。游戏2012年12月4日在微软的Xbox 360平台首发。Windows版本接着在2012年12月5日发行。最后的PlayStation 3版分别于2012年12月12日和13日在北美和欧洲发行。
在《龙裔》中，由於玩家是最後一位龍裔的身份被一群自稱「信徒」所得知，並且企圖殺死玩家，在解決之後得知被襲擊的來龍去脈，需要前往索瑟姆（Solstheim）击败第一位龙裔——密拉克（Miraak），阻止他控制並奴役島上的人民，過程中更會見識到龍裔擁有的真正力量。值得一提Solstheim岛也是《上古卷轴III：晨风》资料片《血月》里的主要场景。